# Broughton Beck
Broughton Beck – wieś w Anglii, w Kumbrii. Leży 76 km na południe od miasta Carlisle i 362 km na północny zachód od Londynu.